# 2490 Bussolini
Bussolini (asteróide 2490) é um asteróide da cintura principal com um diâmetro de 11,6 quilómetros, a 2,2679011 UA. Possui uma excentricidade de 0,1315759 e um período orbital de 1 541,46 dias (4,22 anos).
Bussolini tem uma velocidade orbital média de 18,43090385 km/s e uma inclinação de 12,97812º.
Esse asteróide foi descoberto em 3 de Janeiro de 1976 por Felix Aguilar Obs..